# Nicholas Mullins
Nicholas Mullins est un sociologue américain.
Il existe des prix académiques en son nom,,.